# Jadwiga Wierniewicz
Jadwiga Teresa Wierniewicz (ur. 1837 w Kaliszu, zm. 26 listopada 1914 w Magnuszewku) – polska ziemianka, dzierżawczyni dóbr Rząśnik.

## Życiorys
Była córką Józefa, sekretarza Komisji Wojewódzkiej Kaliskiej, i Józefy Marii z Lipińskich Glotzów. W 1857 w kościele św. Zygmunta w Częstochowie wyszła za mąż za Szczepana Wierniewicza, asesora Prokuratorii w Królestwie Polskim oraz sędziego w Sądzie Apelacyjnym Królestwa Polskiego. Mieli dzieci: Józefa Aleksandra (1858–?), Kazimierza Karola (1861–?) i Marię Jadwigę Józefę (1863–?).
Uczestniczyła w wystawie sztuki ludowej pt. „Praca kobiet” w Kaliszu w 1909. Została nagrodzona brązowym medalem za stroje ludowe oraz wycinanki zebrane od Kurpianek Białych.
Udekorowano ją Krzyżem Papieskim „Pro Ecclesia et Pontifice”.
Początkowo pochowano ją w Szelkowie. Finalnie ciało przeniesiono do grobu rodzinnego na Powązkach (kwatera 159, rząd 3, miejsce 16,17,18).

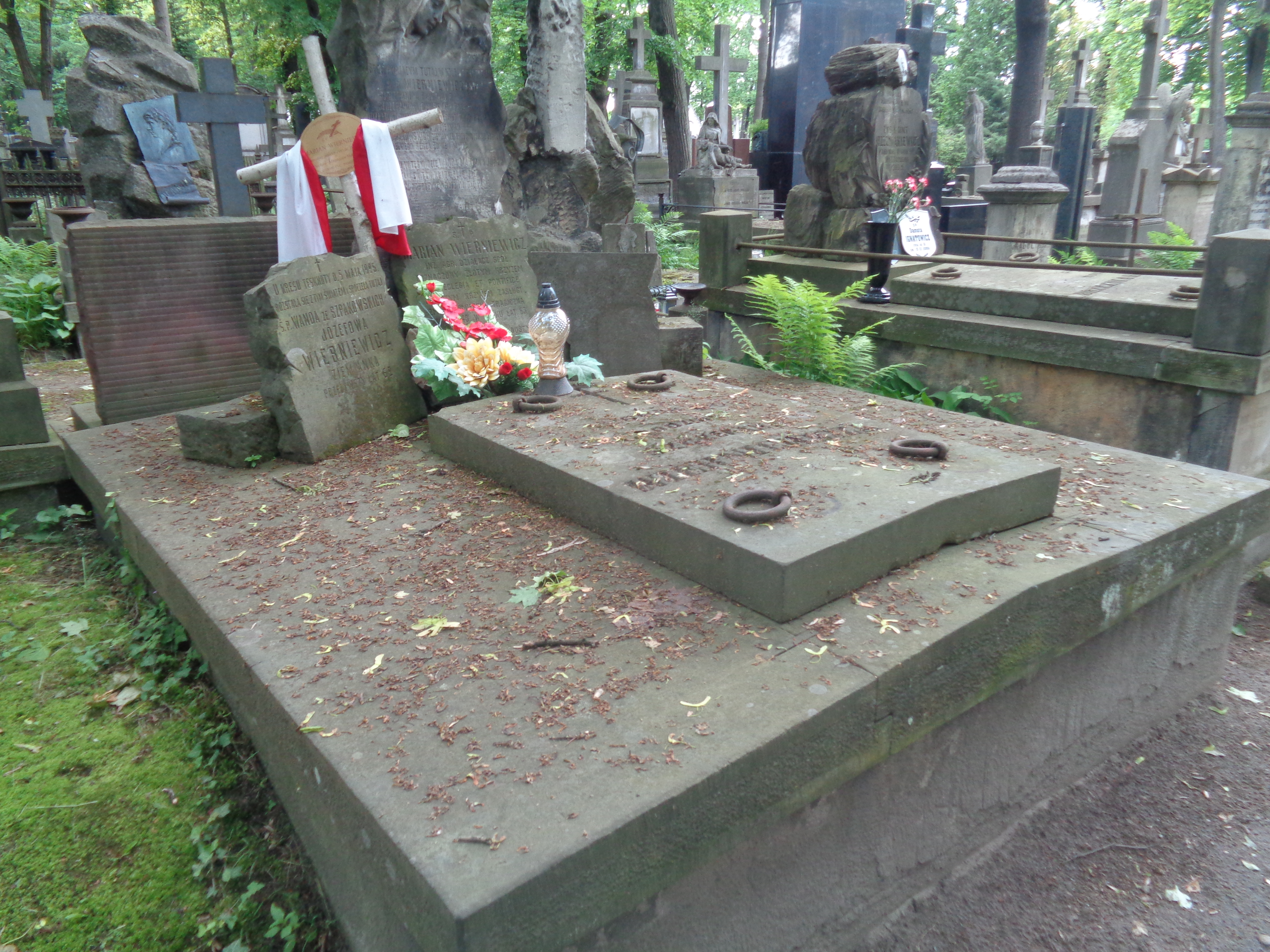
Nagrobek Jadwigi Wierniewicz na Cmentarzu Powązkowskim w Warszawie